# Discografia degli Yellowcard
La discografia degli Yellowcard, gruppo musicale statunitense attivo dal 1997, si compone di dodici album in studio, due album dal vivo, tre raccolte, cinque EP e ventidue singoli.

## Album in studio
- 1997 – Midget Tossing
- 1999 – Where We Stand
- 2001 – One for the Kids
- 2003 – Ocean Avenue
- 2006 – Lights and Sounds
- 2007 – Paper Walls
- 2011 – When You're Through Thinking, Say Yes
- 2011 – When You're Through Thinking, Say Yes (Acoustic)
- 2012 – Southern Air
- 2013 – Ocean Avenue Acoustic
- 2014 – Lift a Sail
- 2016 – Yellowcard

## Album dal vivo
- 2004 – Sessions@AOL
- 2008 – Live from Las Vegas at the Palms

## Raccolte
- 2011 – Greatest Hits
- 2011 – Greatest Hits Tour Edition
- 2024 – A Hopeful Sign (con gli Hammock)

## EP
- 2000 – Still Standing EP
- 2002 – The Underdog EP
- 2009 – Deep Cuts
- 2015 – A Perfect Sky
- 2023 – Childhood Eyes

## Singoli
- 2002 – Powder
- 2003 – Way Away
- 2004 – Ocean Avenue
- 2005 – Only One
- 2006 – Lights and Sounds
- 2006 – Rough Landing, Holly
- 2007 – Light Up the Sky
- 2011 – For You, and Your Denial
- 2011 – Hang You Up
- 2012 – Here I Am Alive
- 2013 – Ocean Avenue Acoustic
- 2014 – One Bedroom
- 2014 – The Deepest Well
- 2016 – Rest In Peace
- 2016 – The Hurt Is Gone
- 2016 – A Place We Set Afire
- 2023 – Childhood Eyes
- 2024 – Hear You Me (cover dei Jimmy Eat World)
- 2024 – Ocean Avenue (con gli Hammock)
- 2025 – Better Days
- 2025 – Honestly I
- 2025 – Take What You Want

### Singoli promozionali
- 2011 – Sing for Me
- 2012 – Always Summer
- 2012 – Awakening

## Altre canzoni non incluse negli album
- All Apologies (cover dai Nirvana)
- Bombers (bonus track di Paper Walls scaricabile da iTunes)
- Butterfly (cover dai Weezer)
- Don't You Forget About Me (cover dai Simple Minds)
- Dumb (cover dai Nirvana)
- Hey Mike
- High and Dry (cover dai Radiohead)
- Missing the War (cover dai Ben Folds Five)
- Oh, My Love (cover da John Lennon)
- Three Flights Down (bonus track nella versione giapponese o su iTunes di Lights and Sounds)

## Apparizioni in compilation
- 2002 – Plea for Peace: Take Action Volume 2 con Powder
- 2002 – Punk Goes Pop con Everywhere (cover di Michelle Branch)
- 2003 – Punk Goes Acoustic con Firewater
- 2003 – Take Action! Volume 3 con Life of a Salesman
- 2003 – Warped Tour 2003 Tour Compilation con Finish Line
- 2004 – Warped Tour 2004 Tour Compilation con Breathing
- 2005 – Music from and Inspired by Spider–Man 2 con Gifts and Curses
- 2005 – Rock Against Bush, Vol. 2 con Violins (cover dei Lagwagon)
- 2011 – Another Hopeless Summer 2011 con For You, and Your Denial
- 2012 – Another Hopeless Summer 2012 con With You Around (acoustic)
- 2012 – Warped Tour 2012 Tour Compilation con With You Around
- 2013 – Another Hopeless Summer 2013 con Here I Am Alive (acoustic)
- 2013 – Punk Goes Christmas con Christmas Lights (cover dei Coldplay)
- 2013 – The Songs of Tony Sly: A Tribute con Already Won (cover di Tony Sly)
- 2014 – Punk Goes 90's Volume 2 con Today (cover dei The Smashing Pumpkins)
- 2024 – A Whole New Sound con A Whole New World (cover di Brad Kane e Lea Salonga, insieme a Chrissy Costanza)

## Videografia

### Album video
- 2004 – Beyond Ocean Avenue: Live at the Electric Factory
- 2004 – Yellowcard Ocean Avenue Tour: Live in Canada!